# Vicolo del Buon Consiglio
Vicolo del Buon Consiglio är en gränd i Rione Monti i Rom. Gränden löper från Via del Buon Consiglio till Via Frangipane.

## Beskrivning
Gatan är uppkallad efter kyrkan Santa Maria del Buon Consiglio. Kyrkan, som har anor från medeltiden, eldhärjades år 1974 och dekonsekrerades kort därefter. Under 2000-talet restaurerades den och nykonsekrerades.

## Omgivningar
Kyrkobyggnader och kapell
- Santa Maria del Buon Consiglio
- Santa Maria in Carinis

Gator och gränder
- Via del Colosseo
- Via del Cardello
- Via del Buon Consiglio
- Via Frangipane
- Via del Pernicone
- Via Vittorino da Feltre
- Via delle Carine
- Via del Tempio della Pace

## Bilder
| - Santa Maria del Buon Consiglio. - Santa Maria in Carinis. |